# Koronarangiographie

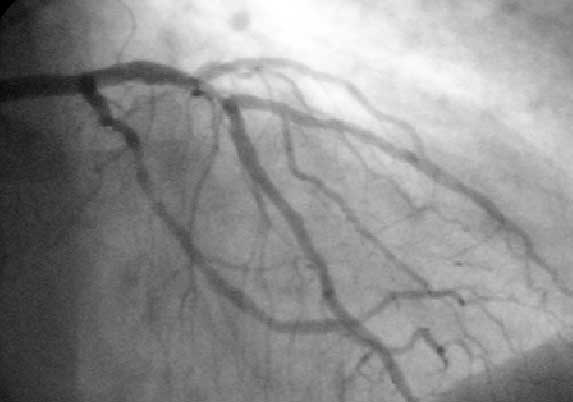
Darstellung der Herzkranzgefäße mittels Kontrastmittel – dargestellt ist die linke Koronararterie mit ihren zwei Hauptästen: im Anfangsbereich der nach unten abzweigende Ramus circumflexus (RCX); in Fortsetzung des Hauptstamms der Ramus interventricularis anterior (RIVA), der in dieser Abbildung zwei kaliberstarke Diagonaläste abgibt.

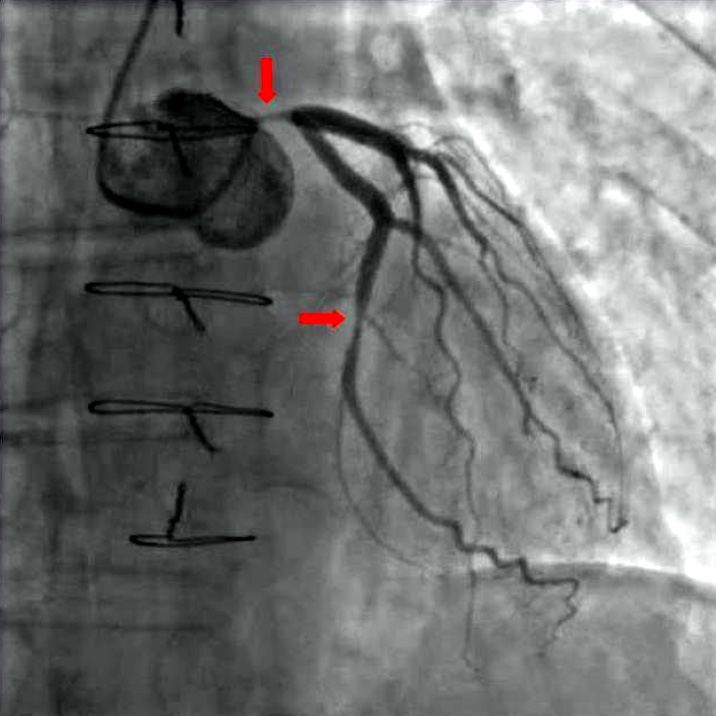
Diese Koronarangiographie zeigt Einengungen der linken Koronararterie (Arteria coronaria sinistra), daneben Drahtschlingen einer Cerclage nach vorangegangener Sternotomie

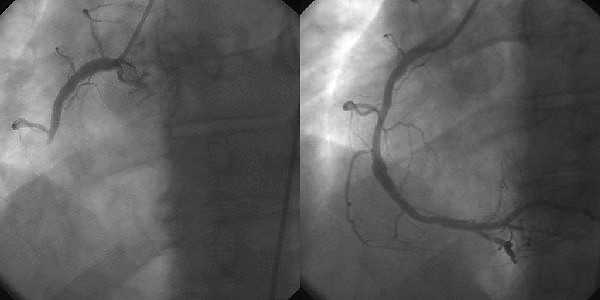
Angiographie der rechten Koronararterie (RCA) vor (links) und nach einer Koronarangioplastie (PTCA)

Die Koronarangiographie ist eine Angiographie der Herzkranzgefäße zur Untersuchung einer Koronaren Herzkrankheit und damit eine spezielle Form der Röntgenuntersuchung, bei der die Koronararterien abgebildet werden. Sie wird im Rahmen einer Herzkatheteruntersuchung oder Computertomographie des Herzens durchgeführt. Röntgenstrahlen machen ein Röntgenkontrastmittel, das in die Lumina der Herzkranzgefäße über einen Herzkatheter oder in eine Armvene injiziert wird, sichtbar. Dokumentiert werden die Aufnahmen heute auf digitalen Speichermedien und nur noch selten als Film- oder Videomaterial.

## Indikation
Die Angiographie dient zur Diagnostik der Gestalt der Herzkranzgefäße, insbesondere zur Lokalisierung von Stenosen (Verengungen) der Koronararterien sowie deren Einschätzung nach Art und Ausmaß. Koronarstenosen können bei einer Katheteruntersuchung in derselben Sitzung mit einem Ballonkatheter aufgedehnt werden (Perkutane transluminale coronare Angioplastie, PTCA) und mit Hilfe eines eingesetzten Stents dauerhaft offen gehalten werden. Über eine Füllung des linken Herzens mit Kontrastmittel lassen sich Störungen des Kontraktionsablaufs des Herzens unter Durchleuchtung sichtbar machen (Lävokardiographie).
Die Notwendigkeit einer Koronarangiografie – auch nichtinvasiv als Cardio-CT (CCTA) – wird in der Nationalen Versorgungsleitlinie (NVL KHK) durch die Ermittlung der Vortestwahrscheinlichkeit (VTW) beschrieben. Das Verfahren der VTW ist in der NVL nicht standardisiert. Es gibt über 10 verschiedene Methoden.
So ist die diagnostische Koronarangiographie (Katheter oder Cardio-CT) etwa bei Patienten angezeigt,
- die ein akutes Koronarsyndrom entwickelt haben
- die unter medikamentöser Therapie eine anhaltende höhergradige Angina Pectoris (CCS Klasse III und IV) aufweisen
- mit krankhaftem Ergebnis der nichtinvasiven Untersuchungen, unabhängig von der Schwere der Angina Pectoris
- die einen plötzlichen Herzstillstand oder lebensbedrohliche Herzrhythmusstörungen (ventrikuläre Arrhythmie) überlebt haben
- mit Symptomen einer chronischen Herzinsuffizienz.

## Beurteilung
Zur Beschreibung einer Engstelle wird die Einengung des Gefäßdurchmessers (Stenosegrad), die Morphologie der Enge sowie der noch bestehende Fluss verwendet.

### Stenosegrad
Das Ausmaß einer Stenose wird angegeben als der durch die Verengung verlorene Anteil des ursprünglichen Lumens. Prozentangaben beziehen sich dabei zumeist auf den Gefäßdurchmesser, nicht auf die Querschnittsfläche des Gefäßes. Eine Verringerung des Durchmessers um 75 % bedeutet, dass die als lichte Weite des durchströmten Restlumens gemessene Strecke noch 25 % des ehemaligen Durchmessers beträgt. Dem entspricht in Bezug auf die Querschnittsfläche eine Einengung auf rund 6 %. Nach Empfehlung der American Heart Association werden für die Schweregrade üblicherweise folgende Einteilungen verwendet:
| Grad | Stenose              | Stenose              | Beschreibung                                      |
| ---- | -------------------- | -------------------- | ------------------------------------------------- |
| Grad | Durchmesser          | Querschnitt (Fläche) | Beschreibung                                      |
| 0    | < 25 %               | < 44 %               | Konturunregelmäßigkeiten, diffuse Koronarsklerose |
| I    | 25 – 50 %            | 45 – 75 %            | geringgradige oder unterkritische Stenose         |
| II   | 50 – 75 %            | 75 – 94 %            | mittelgradige Stenose                             |
| III  | 75 – 90 % und > 90 % | 94 – 99 % und > 99 % | hochgradige oder kritische Stenose                |
| IV   | 100 %                | 100 %                | kompletter Verschluss                             |

### Stenosemorphologie
Entsprechend Empfehlung der ACC/AHA wird folgende Klassifikation zur Beschreibung von Engstellen verwendet:
| Stenose-Typ | Beschreibung |
| ----------- | --- |
| A           | konzentrisch, kurzstreckig (≤ 1 cm), gut erreichbar, gerades Gefäßsegment, regelmäßige Kontur, wenig kalzifiziert |
| B           | exzentrische, längerstreckig oder tubulär (1–2 cm), mittelgradig anguliert (45–90°), im Bereich eines Ostiums, eines Seitenastes oder einer Gefäßaufzweigung (Bifurkation), mittel- bis schwer kalzifiziert, Thrombus. B1 = 1 Kriterium erfüllt; B2 = 2 oder mehr Kriterien erfüllt |
| C           | diffuse Läsion, langstreckig (> 2 cm) ausgeprägt geschlängeltes Gefäß, extrem anguliertes Segment (>90°), ohne Schutzmöglichkeit eines bedeutsamen Seitenastes, degenerierter Venenbypass C1 = 1 Kriterium erfüllt; C2 = 2 oder mehr Kriterien erfüllt                              |

### Koronarfluss (TIMI-Klassifikation)
Nach der Thrombolysis in myocardial Infarction-Klassifikation (TIMI) wird semiquantitativ der Koronarfluss im Umfeld eines Gefäßverschlusses bzw. einer Enge (Stenose) beschrieben.
| TIMI-Fluss | Beschreibung                                                                             |
| ---------- | ---------------------------------------------------------------------------------------- |
| 0          | kein antegrader Fluss distal des Verschlusses                                            |
| 1          | Kontrastmittel lässt sich distal darstellen, füllt jedoch nicht das gesamte Gefäßbett    |
| 2          | Kontrastmittel füllt distal das gesamte Gefäß aus, An- und Abstrom sind jedoch verzögert |
| 3          | normaler Fluss                                                                           |

## Risiken und Komplikationen
Hauptartikel:  Risiken und Komplikationen der Herzkatheteruntersuchung
Die Risiken einer Koronarangiographie sind insgesamt als mäßig zu bezeichnen. Eine Risikozunahme entsteht insbesondere durch Adipositas, eine eingeschränkte Nierenfunktion und eine generalisierte Arteriosklerose. Die häufigste, in den meisten Fällen gut beherrschbare, Komplikation ist eine Einblutung an der Punktionsstelle. Im Weiteren können Probleme durch das verwendete iodhaltige Kontrastmittel auftreten (z. B. Nierenschäden, allergische Reaktionen, Entgleisungen einer Schilddrüsenüberfunktion, vorübergehende neurologische Symptome). In seltenen Fällen kann es auch zu Einrissen der Herzkranzgefäße mit lebensbedrohlichen Einblutungen in den Herzbeutel (Perikardtamponade) und zu Herzinfarkten kommen. Auch Schlaganfälle kommen in sehr seltenen Fällen vor.